# Mesochorus longistigma
Mesochorus longistigma är en stekelart som beskrevs av Schwenke 2002. Mesochorus longistigma ingår i släktet Mesochorus och familjen brokparasitsteklar. Inga underarter finns listade i Catalogue of Life.